# فورد اسکورت (آمریکای شمالی)
فورد اسکورت (آمریکای شمالی) (Ford Escort (North America)) خودرویی است که در سال‌های ۱۹۸۱ تا ۲۰۰۳ تولید شده‌است. طراحی آن خودروهای موتور جلو-محور جلو بوده‌است.

## نگارخانه

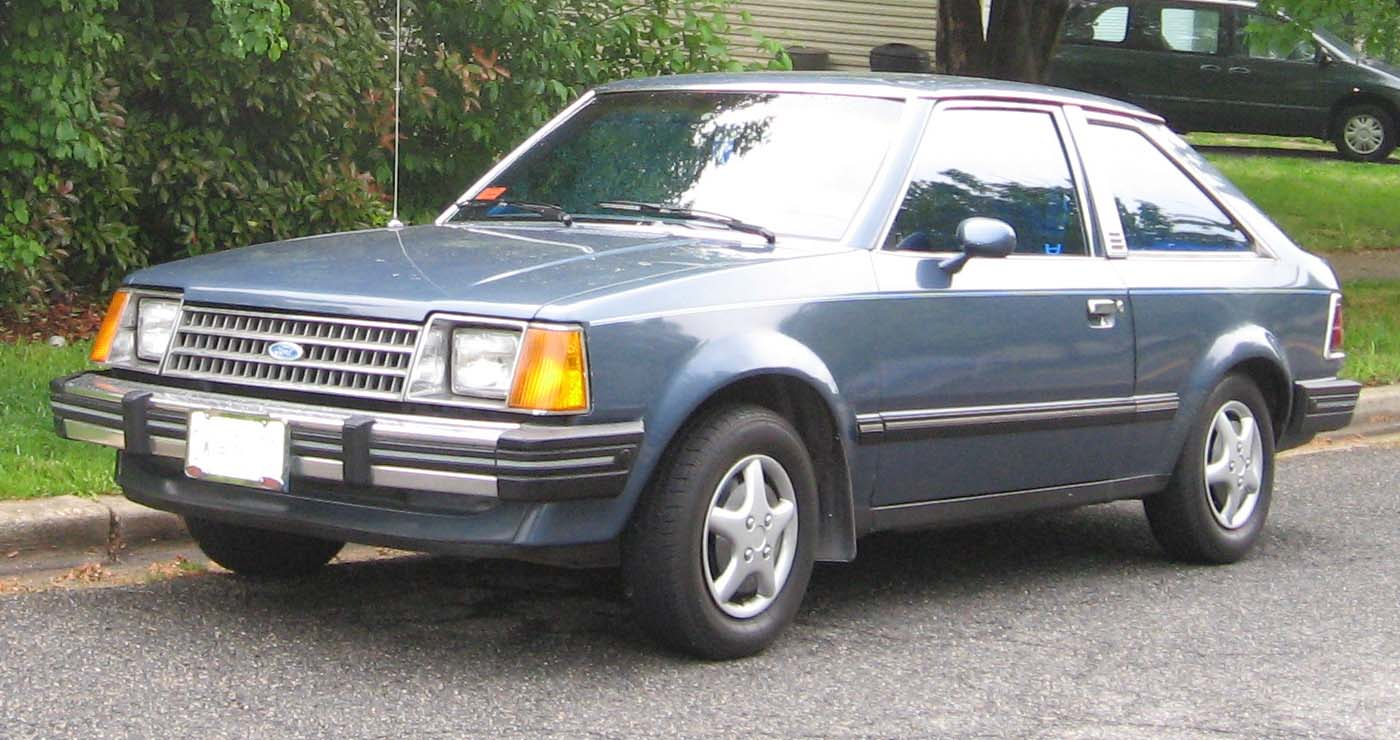
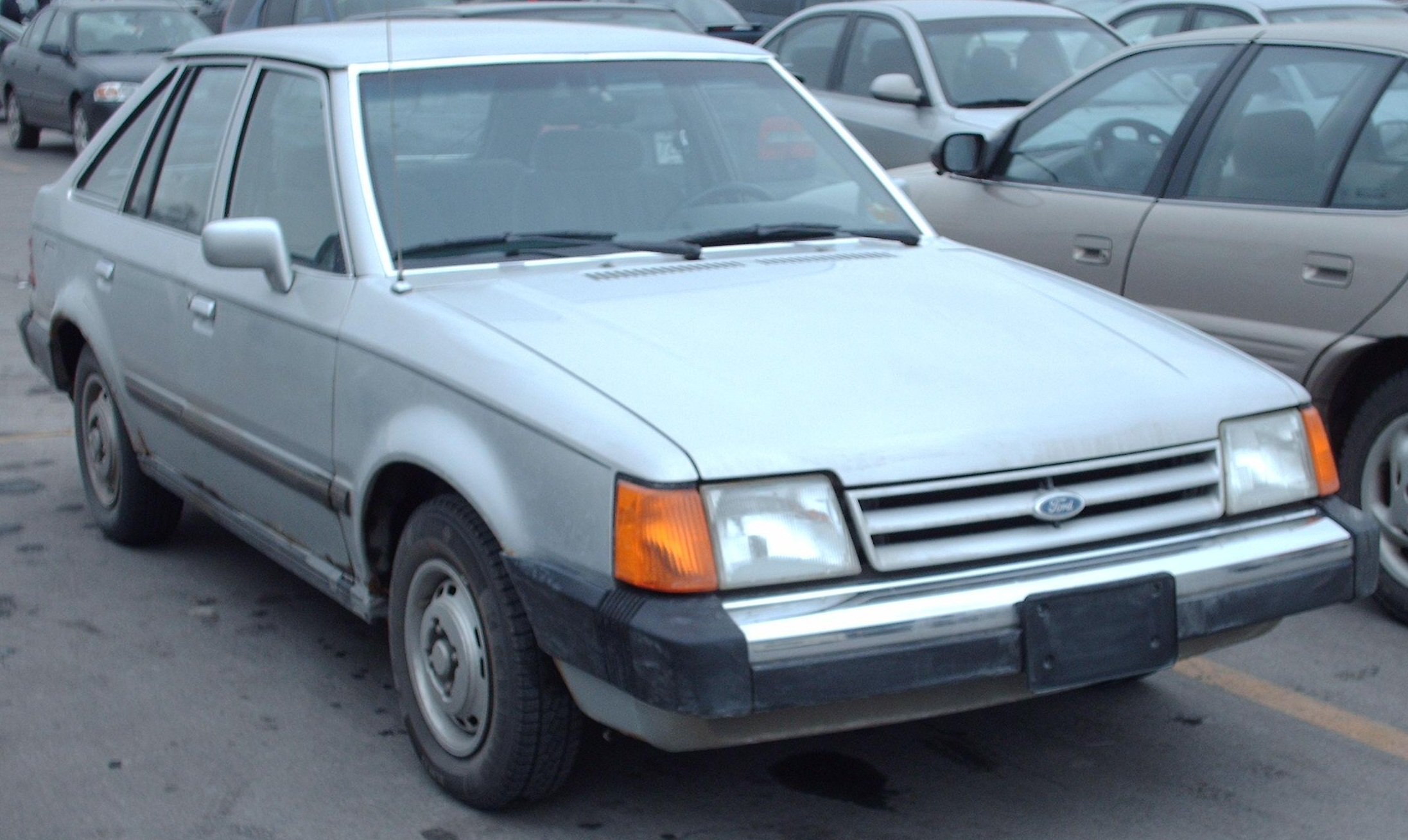
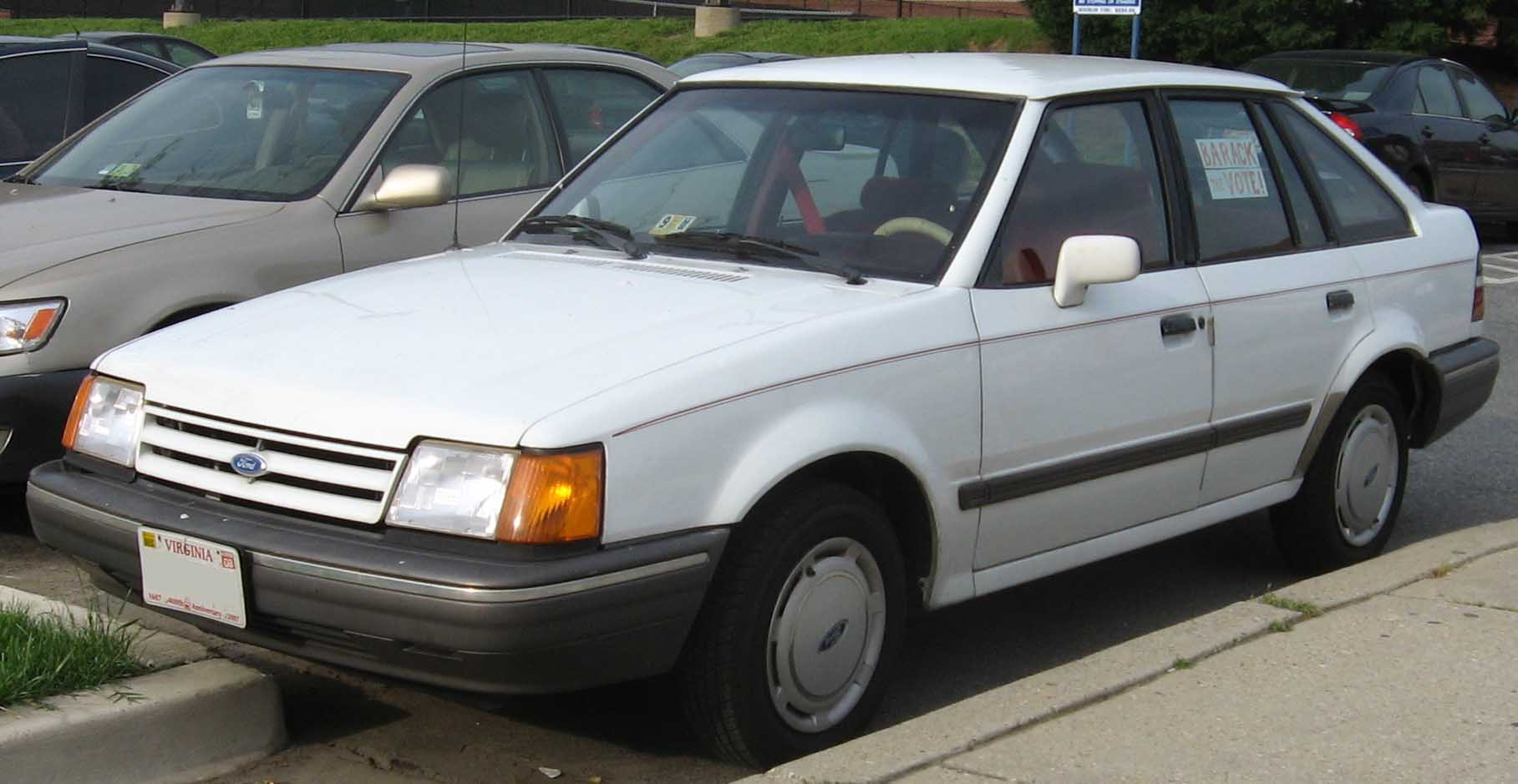
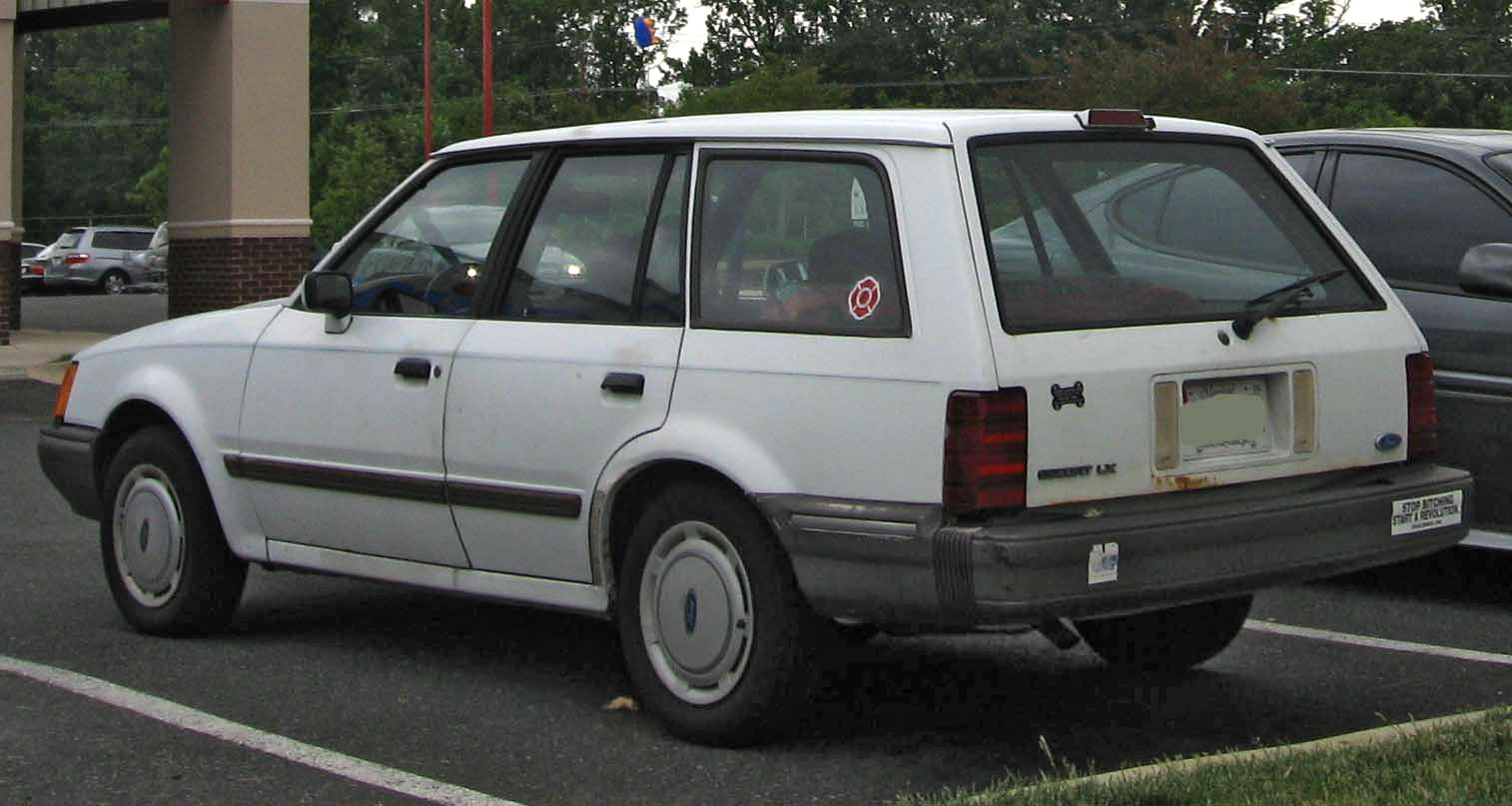